# Šmiklavž pri Škofji Vasi
Šmiklavž pri Škofji Vasi (pronuncia [ʃmiˈklaːu̯ʃ pɾi ˈʃkoːfji ˈʋaːsi]) è un insediamento (naselje) di 270 abitanti, della municipalità di Celje nella regione della Savinjska in Slovenia.
L'area faceva tradizionalmente parte della regione storica della Stiria, ora invece è inglobata nella regione della Savinjska.

## Origini del nome
Il nome dell'insediamento è cambiato da Šmiklavž to Šmiklavž pri Škofji vasi nel 1955.